# Kleingladenbach
Kleingladenbach is een plaats in de Duitse gemeente Breidenbach, deelstaat Hessen, en telt 710 inwoners.